# Fuchsia ovalis
Fuchsia ovalis är en dunörtsväxtart som beskrevs av Hipólito Ruiz López och Pav.. Fuchsia ovalis ingår i släktet fuchsior, och familjen dunörtsväxter. Inga underarter finns listade i Catalogue of Life.